# Blauer Zwergkaiserfisch
Der Blaue Zwergkaiserfisch (Centropyge argi) lebt im tropischen Westatlantik an der Küste Floridas, bei den Bermudas, im Golf von Mexiko und in der Karibik bis an die Küste Französisch-Guayanas.

## Merkmale
Die Fische erreichen eine Länge von acht Zentimeter und sind von blauvioletter Grundfarbe mit einem gelborangenen Kopf. Das Auge ist von einem blauen Ring umgeben. Auch die Mundwinkel sind blau. Bei Jungfischen ist der gelbe Farbbereich am Kopf noch größer und wird mit zunehmendem Alter immer mehr zurückgedrängt. Die Brustflossen sind hellgelb, die übrigen Flossen dunkelblau mit hellblauen Rändern.
Flossenformel: Dorsale XIV–XV/15–16, Anale III/17.

## Lebensweise
Der Blaue Zwergkaiserfisch lebt sehr versteckt vor allem auf Geröllfeldern in steilen und tiefen Außenriffen in Tiefen von fünf bis 80 Metern und bleibt immer in der Nähe des Untergrundes und von Versteckmöglichkeiten. In der südlichen Karibik kommt er auch in flachen Korallenriffen vor. Er lebt vor allem paarweise, regional auch in Haremsgruppen aus einem territorialen Männchen und drei bis sieben Weibchen. Wie alle Kaiserfische ist der Blaue Zwergkaiserfisch ein protogyner Hermaphrodit, das heißt, die Fische sind bei erreichen der Geschlechtsreife zunächst weiblich und wandeln sich nach einiger Zeit in Männchen um. In einem Haremsverband wechselt das stärkste Weibchen sein Geschlecht, wenn z. B. das Männchen gestorben ist. Blaue Zwergkaiserfische ernähren sich von Algen und wirbellosen Kleintieren.